# Liste des centrales électriques en Belgique
La page suivante répertorie les centrales de production d'électricité en Belgique.

## Nucléaire
| Nom                                    | Site | Coordonnées                                                | Type | Capacité (MWe nets) | Date de 1ère connexion | Statut          |
| -------------------------------------- | ---- | ---------------------------------------------------------- | ---- | ------------------- | ---------------------- | --------------- |
| Mol BR-3                               | Mol  | 51° 13′ 09″ N, 5° 06′ 08″ E                                | PWR  | 10                  | 1962/10/25 - 1987      | arrêt définitif |
| Centrale nucléaire de Doel, unité 1    | Doel | 51° 19′ 21″ N, 4° 15′ 40″ E                                | PWR  | 433                 | 1974/08/28             | en exploitation |
| Centrale nucléaire de Doel, unité 2    | Doel | 51° 19′ 23″ N, 4° 15′ 41″ E                                | PWR  | 433                 | 1975/08/21             | en exploitation |
| Centrale nucléaire de Doel, unité 3    | Doel | 51° 19′ 27″ N, 4° 15′ 29″ E                                | PWR  | 1006                | 1982/06/23             | arrêt définitif |
| Centrale nucléaire de Doel, unité 4    | Doel | 51° 19′ 33″ N, 4° 15′ 26″ E                                | PWR  | 1038                | 1985/04/08             | en exploitation |
| Centrale nucléaire de Tihange, unité 1 | Huy  | 50° 32′ 05″ N, 5° 16′ 17″ E de 50° 32′ 05″ N, 5° 16′ 17″ E | PWR  | 962                 | 1975/03/07             | en exploitation |
| Centrale nucléaire de Tihange, unité 2 | Huy  | 50° 32′ 08″ N, 5° 16′ 24″ E de 50° 32′ 08″ N, 5° 16′ 24″ E | PWR  | 1008                | 1982/10/13             | arrêt définitif |
| Centrale nucléaire de Tihange, unité 3 | Huy  | 50° 32′ 05″ N, 5° 16′ 39″ E de 50° 32′ 05″ N, 5° 16′ 39″ E | PWR  | 1054                | 1985/06/15             | en exploitation |

## Gaz et charbon
| Operateur   | Lieu           | Coordonnées                 | Carburant            | Capacité (MW) | Date de mise hors service | Statut       |
| ----------- | -------------- | --------------------------- | -------------------- | ------------- | ------------------------- | ------------ |
| Electrabel  | Amercoeur      | 50° 25′ 48″ N, 4° 23′ 43″ E | gaz fossile          | 481           |                           |              |
| Electrabel  | Awirs          | 50° 35′ 06″ N, 5° 25′ 08″ E | charbon / biomasse   | 416           | 2020/09/01                | Hors Service |
| Electrabel  | Drogenbos      | 50° 48′ 09″ N, 4° 18′ 03″ E | gaz fossile          | 460           |                           |              |
| Electrabel  | Herdersbrug    | 51° 15′ 47″ N, 3° 12′ 40″ E | gaz fossile          | 460           |                           |              |
| Electrabel  | Knippegroen    | 51° 09′ 31″ N, 3° 48′ 27″ E | gaz de haut fourneau | 305           |                           |              |
| Electrabel  | Mol            | 51° 13′ 27″ N, 5° 06′ 02″ E | gaz fossile          | 30            |                           |              |
| Electrabel  | Kallo          | 51° 15′ 28″ N, 4° 17′ 40″ E | gaz fossile          | 261           |                           |              |
| Electrabel  | Rodenhuize     | 51° 08′ 03″ N, 3° 46′ 34″ E | Biomasse             | 526           |                           |              |
| Electrabel  | Ruien          | 50° 47′ 00″ N, 3° 29′ 27″ E | charbon / biomasse   | 546           | 2013/09/01                | Hors service |
| Electrabel  | Saint-Ghislain | 50° 28′ 18″ N, 3° 49′ 31″ E | gaz fossile          | 350           |                           |              |
| Electrabel  | Zandvliet      | 51° 22′ 11″ N, 4° 16′ 00″ E | gaz fossile          | 474           |                           |              |
| E.ON        | Langerlo       | 50° 56′ 18″ N, 5° 29′ 40″ E | charbon / biomasse   | 602           | 2017                      | Hors service |
| E.ON        | Vilvoorde      | 50° 56′ 29″ N, 4° 25′ 28″ E | gaz fossile          | 385           |                           |              |
| Essent      | Inesco         | 51° 14′ 29″ N, 4° 19′ 17″ E | gaz fossile          | 135           |                           |              |
| EDF Luminus | Angleur        | 50° 37′ 05″ N, 5° 34′ 58″ E | gaz fossile          | 158           |                           |              |
| EDF Luminus | Izegem         | 50° 55′ 29″ N, 3° 12′ 50″ E | gaz fossile          | 22            |                           |              |
| EDF Luminus | Gent-Ham       | 51° 03′ 36″ N, 3° 44′ 07″ E | gaz fossile          | 126           |                           |              |
| EDF Luminus | Gent-Ringvaart | 51° 06′ 18″ N, 3° 43′ 33″ E | gaz fossile          | 357           |                           |              |
| EDF Luminus | Harelbeke      | 50° 51′ 56″ N, 3° 18′ 45″ E | gaz fossile          | 83            |                           |              |
| EDF Luminus | Monsin         | 50° 39′ 12″ N, 5° 37′ 54″ E | gaz fossile          | 70            |                           |              |
| EDF Luminus | Seraing        | 50° 36′ 11″ N, 5° 29′ 29″ E | gaz fossile          | 460           |                           |              |

## Hydro-électricité
| opérateur   | Lieu                                        | Emplacement       | Coordonnées                                                 | Type                     | Capacité (MW) | Statut       |
| ----------- | ------------------------------------------- | ----------------- | ----------------------------------------------------------- | ------------------------ | ------------- | ------------ |
| Electrabel  | Centrale hydroélectrique de Coo-Trois-Ponts | Stavelot          | 50° 23′ 12″ N, 5° 51′ 26″ E de 50° 23′ 12″ N, 5° 51′ 26″ E  | Accumulation par pompage | 1164          | Opérationnel |
| Lampiris    | Plate taille                                | Lac d'Eau d'Heure | 50° 11′ 19″ N, 4° 23′ 11″ E par 50° 11′ 19″ N, 4° 23′ 11″ E | Accumulation par pompage | 143           | Opérationnel |
| Electrabel  | Bévercé Lac Robertville                     | Malmedy           | 50° 26′ 20″ N, 6° 02′ 20″ E                                 | classique                | 9.2           | Opérationnel |
| Electrabel  | Lac de Bütgenbach                           | Bütgenbach        | 50° 26′ 10″ N, 6° 12′ 37″ E                                 | classique                | 1.8           | Opérationnel |
| Electrabel  | Heid-de-Goreux                              | Aywaille          | 50° 27′ 22″ N, 5° 43′ 04″ E                                 | classique                | 8.1           | Opérationnel |
| Electrabel  | La Vierre                                   | Chiny             | 49° 43′ 59″ N, 5° 22′ 37″ E                                 | classique                | 1,9           | Opérationnel |
| EDF Luminus | Ampsin-Neuville                             | Amay              | 50° 32′ 03″ N, 5° 17′ 48″ E                                 | classique                | dix           | Opérationnel |
| EDF Luminus | Ivoz-Ramet                                  | Liège             | 50° 35′ 35″ N, 5° 27′ 41″ E                                 | classique                | dix           | Opérationnel |
| EDF Luminus | Andenne                                     | Andenne           | 50° 29′ 31″ N, 5° 04′ 12″ E                                 | classique                | 9             | Opérationnel |
| EDF Luminus | Monsin                                      | Liège             | 50° 39′ 11″ N, 5° 37′ 53″ E                                 | classique                | 18            | Opérationnel |
| EDF Luminus | Lixhe                                       | Visé              | 50° 45′ 06″ N, 5° 41′ 16″ E                                 | classique                | 20            | Opérationnel |
| EDF Luminus | Floriffoux                                  | Namur             | 50° 26′ 48″ N, 4° 46′ 25″ E                                 | classique                | 1             | Opérationnel |
| EDF Luminus | Grands Malades                              | Namur             | 50° 27′ 57″ N, 4° 53′ 58″ E                                 | classique                | 5             | Opérationnel |

## Vent

### En mer
| Projet        | Emplacement                          | Coordonnées                 | Capacité (MW) | Statut                     |
| ------------- | ------------------------------------ | --------------------------- | ------------- | -------------------------- |
| Belwind       | Bligh Bank                           | 51° 39′ 36″ N, 2° 48′ 00″ E | 171           | Opérationnel               |
| C-Power       | Thorntonbank                         | 51° 34′ 00″ N, 3° 00′ 00″ E | 325           | Opérationnel               |
| Northwind     | Bligh Bank                           |                             | 216           | Opérationnel depuis 2014   |
| Nobelwind     | Bligh Bank                           |                             | 165           | Opérationnel depuis 2017   |
| Rentel        | Entre Thornton Bank et Lodewijk bank |                             | 309           | Opérationnel depuis 2018   |
| Norther       | Au Sud-Est de C-Power                |                             | 370           | Opérationnel depuis 2019   |
| Northwester 2 | Entre Mermaid et Belwind             |                             | 219           | Opérationnel depuis 2020   |
| Mermaid       | Au Nord de Bligh Bank                |                             | 235           | Sera opérationnel fin 2020 |
| Seastar       |                                      |                             | 252           | Sera opérationnel fin 2020 |

### À terre

#### Région flamande
| Operator                                              | Project                       | Location                        | Capacity (MW) | Turbines | Tower (m) | Rotor (m) | Prod. start |
| ----------------------------------------------------- | ----------------------------- | ------------------------------- | ------------- | -------- | --------- | --------- | ----------- |
| airenergy                                             | Zephiros                      | Arendonk                        | 16.1          | 7        | 108       | 82        | 2011        |
| airenergy                                             | Puurs                         | Puurs                           | 6.9           | 3        | 108       | 82        | 2011        |
| Aspiravi                                              | Middelkerke                   | Middelkerke                     | 1.56          | 2        | 55 and 60 | 57 and 52 | 1999        |
| Aspiravi                                              | Noorderkempen                 | Brecht, Wuustwezel, Hoogstraten | 22.1          | 10       |           |           | 2000        |
| Aspiravi                                              | Kapelle-op-den-Bos            | Kapelle-op-den-Bos              | 1.2           | 3        | 55        | 34        | 2001        |
| Aspiravi                                              | Brugge                        | Brugge                          | 4.2           | 7        | 55        | 48        | 2002        |
| Aspiravi                                              | Transeeklo                    | Eeklo                           | 1.8           | 1        | 86        | 70        | 2002        |
| Aspiravi                                              | Puurs(A12/Rupeltunnel)        | Puurs                           | 4             | 2        | 100       | 80        | 2006        |
| Aspiravi                                              | Lommel-Balendijk              | Lommel                          | 8             | 4        | 100       | 80        | 2007        |
| Aspiravi                                              | Zeebrugge                     | Brugge                          | 12            | 14       |           |           | 2009        |
| Aspiravi                                              | Izegem E403                   | Izegem                          | 4.6           | 2        | 98        | 71        | 2009        |
| Aspiravi                                              | Hasselt Godsheide             | Hasselt                         | 4             | 2        | 105       | 90        | 2010        |
| Aspiravi                                              | Diest-Bekkevoort              | Diest, Bekkevoort               | 11.5          | 5        |           |           | 2011        |
| Aspiravi                                              | Halen                         | Halen                           | 11.5          | 5        |           |           | 2011        |
| Aspiravi                                              | Izegem-Mandel                 | Izegem                          | 4             | 2        |           |           | 2011        |
| Aspiravi                                              | Maaseik                       | Maaseik                         | 6             | 3        |           |           | 2011        |
| Aspiravi                                              | Brecht                        | Brecht                          | 6             | 3        | 105       | 45        | 2012        |
| Aspiravi                                              | Beringen                      | Beringen                        | 4.6           | 2        | 85        | 35        | 2012        |
| Aspiravi                                              | Hasselt Centrale Werkplaatsen | Hasselt                         | 4.6           | 2        | 113       | 70        | 2012        |
| Aspiravi                                              | Wuustwezel-Hoogstraten        | Wuustwezel, Hoogstraten         | 16.1          | 7        | 108       | 82        | 2012        |
| Aspiravi(3) Electrawinds(2) Colruyt(2) EDF Luminus(2) | Ieperlee                      | Ieper                           | 20.7          | 9        | 83.3      | 71        | 2009        |
| BeauVent (nl)                                         | De put                        | Nieuwkapelle                    | 1.6           | 2        |           |           | 2005        |
| Colruyt                                               | Halle                         | Halle                           | 1.65          | 1        |           |           | 1999        |
| Ecopower                                              | Eeklo                         | Eeklo                           | 4.2           | 2        |           |           | 2002        |
| Ecopower                                              | Eeklo2                        | Eeklo                           | 4.6           | 2        |           |           | 2011        |
| EDF Luminus                                           | Melle                         | Melle                           | 6.9           | 3        | 98        | 82        | 2009        |
| EDF Luminus                                           | Hamme                         | Hamme                           | 4.6           | 2        | 98        | 82        | 2011        |
| EDF Luminus Ecopower                                  | Kluizendok                    | Ghent                           | 22            | 11       | 98        | 71        | 2005        |
| Electrabel                                            | Ford Genk                     | Genk                            | 4             | 2        |           |           | 2009        |
| Electrabel                                            | Bobbejaanland                 | Kasterlee                       | 0.66          | 1        |           |           | 2001        |
| Electrabel                                            | Schelle                       | Schelle                         | 4.5           | 3        |           |           | 2001        |
| Electrabel                                            | Rodenhuize                    | Ghent (Desteldonk)              | 4.1           | 2        |           |           | 2003        |
| Electrabel                                            | Wondelgem                     | Ghent (Wondelgem)               | 4             | 2        |           |           | 2003        |
| Electrabel                                            | Hoogstraten                   | Hoogstraten                     | 12            | 6        |           |           | 2004        |
| Electrabel                                            | Volvo Trucks                  | Ghent (Oostakker)               | 6             | 3        |           |           | 2007        |
| Electrabel                                            | Izegem                        | Izegem                          | 4             | 2        |           |           | 2008        |
| Electrabel                                            | BASF                          | Zandvliet                       | 12            | 6        |           |           | 2008        |
| Electrabel                                            | Volvo Cars                    | Ghent (Oostakker)               | 6.15          | 3        |           |           | 2010        |
| Electrabel                                            | Celanese                      | Lanaken                         | 8             | 2        |           |           | 2011        |
| Electrabel                                            | Zeebrugge                     | Zeebrugge                       | 4.1           | 2        |           |           | 2011        |
| Electrabel                                            | DS Textile                    | Dendermonde                     | 4.7           | 2        |           |           | 2011        |
| Electrabel                                            | Erembodegem                   | Aalst (Erembodegem)             | 3,45          | 1        |           |           | 2020        |
| Electrawinds (nl)                                     | Brugge I                      | Brugge                          | 3             | 5        | 53        | 48        | 2000        |
| Electrawinds                                          | Zedelgem                      | Zedelgem                        | 1.8           | 1        | 102       | 71        | 2002        |
| Electrawinds                                          | Brugge III                    | Brugge                          | 12.6          | 7        | 85        | 71        | 2004        |
| Electrawinds                                          | Middelkerke                   | Middelkerke                     | 0.8           | 1        | 65        | 48        | 2007        |
| Electrawinds                                          | Evolis                        | Kortrijk                        | 8             | 4        | 108       | 82        | 2009        |
| Electrawinds                                          | Kallo                         | Kallo                           | 2             | 1        | 108       | 83        | 2010        |
| Electrawinds                                          | Maldegem                      | Maldegem, Eeklo                 | 16.1          | 7        | 98        | 71        | 2011        |
| Electrawinds                                          | Berlare                       | Berlare                         | 9.2           | 4        | 108       | 82        | 2012        |
| Fortech                                               | Braemland I                   | Kruibeke                        | 6             | 3        | 100       | 80        | 2005        |
| Fortech                                               | Braemland II                  | Beveren                         | 4             | 2        | 100       | 82        | 2009        |
| Fortech                                               | Duikeldam                     | Beveren                         | 8.2           | 4        | 100       | 92.5      | 2012        |
| GISLOM                                                | Lommel-Umicore                | Lommel                          | 8             | 4        | 100       | 80        | 2005        |
| GISLOM(4) Electrawinds(1) BeauVent-Ecopower(1)        | Gistelwind                    | Gistel                          | 13.5          | 6        | 85        | 71        | 2007        |
| KT Projects                                           | DS Textile                    | Kruibeke                        | 2.3           | 1        | 98        | 82        | 2011        |
| Seeba                                                 | Nike Wind Park                | Laakdal                         | 9             | 6        | 111.5     | 77        | 2006        |
| VLEEMO                                                | Antwerpen Rechteroever        | Antwerp                         | 15            | 7        |           |           | 2004        |

#### Région wallonne
| Opérateur            | Projet                       | Capacité (MW) | Turbines | Mise en service |
| -------------------- | ---------------------------- | ------------- | -------- | --------------- |
| A + Energies         | Theux                        | 0,33          | 1        |                 |
| airenergy            | Marbais                      | 16            | 2        |                 |
| airenergy            | Extension Marbais            | 6             | 3        |                 |
| airenergy            | Gouvy                        | 11.5          | 5        |                 |
| air1energy           | Mettet / Fosse-la-Ville 2    | 9.2           | 4        |                 |
| airenergy            | Eghezée, Perwez 4            | 2,5           | 1        |                 |
| airenergy            | La Bruyère, Eghezeée         | dix           | 5        |                 |
| airenergy            | Mettet                       | 22            | 11       |                 |
| airenergy            | Perwez extension 2           | 5             | 2        |                 |
| airenergy            | Extension Campagne Spêches   | 3             | 2        |                 |
| airenergy            | Perwez                       | 7.5           | 5        |                 |
| airenergy            | Pont-à-Celles                | 16            | 8        |                 |
| Aspiravi             | Amblève                      | dix           | 5        |                 |
| Aspiravi             | Perwez                       | 4,5           | 3        |                 |
| EDF Luminus          | Villers 1                    | 9             | 6        |                 |
| EDF Luminus          | Villers 2 (Wanze, Vinalmont) | 3             | 2        |                 |
| EDF Luminus          | Villers 3 (Verlaine)         | dix           | 5        |                 |
| EDF Luminus          | Berloz                       | 6             | 3        |                 |
| EDF Luminus          | Walcourt                     | 9             | 6        |                 |
| EDF Luminus          | Yvoir-Dinant                 | 12            | 6        |                 |
| EDF Luminus          | Fernelmont                   | 4.6           | 2        |                 |
| EDF Luminus          | Fernelmont 2                 | 2.3           | 1        |                 |
| EDF Luminus          | Ciney-Sovet                  | 20.25         | 6        |                 |
| Electrabel           | Bütgenbach                   | 8             | 4        |                 |
| Electrabel           | Bullange                     | 12            | 6        |                 |
| Electrabel           | Écaussinnes                  | 9.6           | 3        | 2019            |
| Electrabel           | Soignies Braine-le-Comte     | 4.1           | 2        | 2019            |
| Électroinduits       | Villeroux Vaux-sur-Sûre      | 12            | 6        |                 |
| Elsa                 | Leuze                        | 20.5          | 10       |                 |
| Energie 2030         | Seneffe                      | 2.3           | 1        |                 |
| Energie 2030         | Saint Vith                   | 0.5           | 1        |                 |
| Energie 2030         | Chevetogne                   | 0.8           | 1        |                 |
| Vent vert            | Baileux                      | dix           | 4        |                 |
| Vent vert            | Froidchapelle                | 25            | 10       |                 |
| Vent vert            | Cerfontaine                  | 22            | 11       |                 |
| Lampiris Wind        | Boussu-en-Fagne (Couvin)     | 2             | 1        |                 |
| Les Vents de l'Ornoi | Campagne Spppêches           | 6             | 4        |                 |
| Mobilae              | Hoqugné Chivremont           | 9.2           | 4        |                 |
| NPG Energy           | Saint Vith                   | dix           | 5        |                 |
| PBE                  | Perwez                       | 0.6           | 1        |                 |
| RPC                  | Flamière                     | 7.5           | 6        |                 |
| RPC                  | Saint Ode                    | 15            | 6        |                 |
| RPC                  | Bastogne Bourcy              | 17,5          | 7        |                 |
| Ventis               | Dour 1                       | 14            | 7        | 2007            |
| Ventis               | Dour 2                       | 8             | 4        |                 |
| Ventis               | Dour 3                       | 6.9           | 3        |                 |
| Ventis               | Frasnes-lez-Anvaing          | 4.1           | 2        | 2014            |
| Ventis               | Garocentre                   | 9.4           | 4        | 2016            |
| Ventis               | Nivelles                     | 13.6          | 4        | 2017            |
| Ventis               | Tournai                      | 16.1          | 7        |                 |
| Ventis               | Quévy                        | 18            | 9        | 2010            |
| Ventis               | Mesnil-Eglise-Finnevaux      | 1,39          | 2        |                 |
| Vents d'Houyet       | Mesnil-Eglise                | 0.8           | 1        |                 |
| Vents d'Houyet       | Ghislenghien                 | 2             | 1        |                 |
| Windvision           | Estinnes                     | 81            | 11       | 2010            |
| Windvision           | Floreffe Fosse-la-Ville      | 16.1          | 7        |                 |
| Windvision           | Bièvre 2                     | 14            | 7        |                 |

## Voir également
- Énergie en Belgique
- Liste des plus grandes centrales du monde